# 南カリフォルニア・オープン
南カリフォルニアオープン（Southern California Open）は、女子テニス大会。かつてはアキュラ・クラシック（Acura Classic）としてアメリカ・カリフォルニア州カールスバッドのラ・コスタリゾート&スパで毎年夏に開催されていた。2004年にWTAティアIトーナメントに格上げしたが、2007年を最後に開催中止となった。しかし2009年で終了したLA女子テニス選手権に代わり、2010年から2012年はマーキュリー・インシュアランス・オープン（Mercury Insurance Open）として行われていた。WTAプレミアトーナメントとして2013年まで開催されていたが、東京の東レ パン・パシフィック・オープン・テニストーナメントに開催権が譲渡されたため終了したが、2015年はシーズン終了後の11月に下部のWTA 125Kシリーズとして開催された。

## スポンサーの変遷
- バージニアスリムズ・オブ・サンディエゴ : 1971年, 1985年–1988年
- ウェルズ・ファーゴ・オープン : 1979年–1982年
- ジニー・オブ・サンディエゴ : 1984年
- グレート・アメリカン・バンク・クラシック : 1989年–1990年
- マツダ・クラシック : 1991年–1993年
- トーシバ・クラシック ; 1994年–1998年
- TIG・クラシック : 1999年
- アキュラ・クラシック : 2000年–2007年
- マーキュリー・インシュアランス・オープン : 2010年–2012年
- 南カリフォルニア・オープン : 2013年
- カールスバッド・クラシック : 2015年

## 大会歴代優勝者

### シングルス
| 年          | 優勝者                           | 準優勝者                           | 決勝結果         |
| ----------- | -------------------------------- | ---------------------------------- | ---------------- |
| 1984年      | デビー・スペンス                 | ベッツィ・ナゲルセン               | 6-3, 6-7, 6-4    |
| 1985年      | アナベル・クロフト               | ウェンディ・ターンブル             | 6-0, 7-6         |
| 1986年      | メリッサ・ガーニー               | ステファニー・レイヒ               | 6-2, 6-4         |
| 1987年      | ラファエラ・レジ                 | アン・ミンター                     | 6-0, 6-4         |
| 1988年      | ステファニー・レイヒ             | アン・グロスマン                   | 6-1, 6-1         |
| 1989年      | シュテフィ・グラフ               | ジーナ・ガリソン                   | 6-4, 7-5         |
| 1990年      | シュテフィ・グラフ               | マニュエラ・マレーバ・フラニエール | 6-3, 6-2         |
| 1991年      | ジェニファー・カプリアティ       | モニカ・セレシュ                   | 4-6, 6-1, 7-6    |
| 1992年      | ジェニファー・カプリアティ       | コンチタ・マルティネス             | 6-3, 6-2         |
| 1993年      | シュテフィ・グラフ               | アランチャ・サンチェス・ビカリオ   | 6-4, 4-6, 6-1    |
| 1994年      | シュテフィ・グラフ               | アランチャ・サンチェス・ビカリオ   | 6-2, 6-1         |
| 1995年      | コンチタ・マルティネス           | リサ・レイモンド                   | 6-2, 6-0         |
| 1996年      | 伊達公子                         | アランチャ・サンチェス・ビカリオ   | 3-6, 6-3, 6-0    |
| 1997年      | マルチナ・ヒンギス               | モニカ・セレシュ                   | 7-6, 6-4         |
| 1998年      | リンゼイ・ダベンポート           | マリー・ピエルス                   | 6-3, 6-1         |
| 1999年      | マルチナ・ヒンギス               | ビーナス・ウィリアムズ             | 6-4, 6-0         |
| 2000年      | ビーナス・ウィリアムズ           | モニカ・セレシュ                   | 6-0, 6-7, 6-2    |
| 2001年      | ビーナス・ウィリアムズ           | モニカ・セレシュ                   | 6-2, 6-3         |
| 2002年      | ビーナス・ウィリアムズ           | エレナ・ドキッチ                   | 6-2, 6-2         |
| 2003年      | ジュスティーヌ・エナン＝アーデン | キム・クライシュテルス             | 3-6, 6-2, 6-3    |
| 2004年      | リンゼイ・ダベンポート           | アナスタシア・ミスキナ             | 6-1, 6-1         |
| 2005年      | マリー・ピエルス                 | 杉山愛                             | 6-0, 6-3         |
| 2006年      | マリア・シャラポワ               | キム・クライシュテルス             | 7-5, 7-5         |
| 2007年      | マリア・シャラポワ               | パティ・シュナイダー               | 6-2, 3-6, 6-0    |
| 2008年-09年 | 開催なし                         | 開催なし                           | 開催なし         |
| 2010年      | スベトラーナ・クズネツォワ       | アグニエシュカ・ラドワンスカ       | 6–4, 6–7(7), 6–3 |
| 2011年      | アグニエシュカ・ラドワンスカ     | ベラ・ズボナレワ                   | 6–3, 6–4         |
| 2012年      | ドミニカ・チブルコバ             | マリオン・バルトリ                 | 6–1, 7–5         |
| 2013年      | サマンサ・ストーサー             | ビクトリア・アザレンカ             | 6–2, 6-3         |
| 2014年      | 開催なし                         | 開催なし                           | 開催なし         |
| 2015年      | ヤニナ・ウィックマイヤー         | ニコール・ギブス                   | 6–3, 7–6(4)      |

### ダブルス
| 年          | 優勝者                                                | 準優勝者                                            | 決勝結果         |
| ----------- | ----------------------------------------------------- | --------------------------------------------------- | ---------------- |
| 1984年      | ベッツィ・ナゲルセン ポーラ・スミス                   | テリー・ホラデイ イオナ・クジンスカ                 | 6-2, 6-4         |
| 1985年      | キャンディ・レイノルズ ウェンディ・ターンブル         | ロザリン・フェアバンク スーザン・レオ               | 6-4, 6-0         |
| 1986年      | ベス・ハー アリシア・モールトン                       | ロザリン・フェアバンク エリス・バージン             | 5-7, 6-2, 6-4    |
| 1987年      | ヤナ・ノボトナ カトリーヌ・スワレ                     | シャロン・ウォルシュ エリス・バージン               | 6-3, 6-4         |
| 1988年      | パティ・フェンディック ジル・ヘザリントン             | ベッツィ・ナゲルセン ダイアン・バン・レンスバーグ   | 7-6, 6-4         |
| 1989年      | ロザリン・フェアバンク エリス・バージン               | グレッチェン・メジャーズ ロビン・ホワイト           | 4-6, 6-3, 6-3    |
| 1990年      | パティ・フェンディック ジーナ・ガリソン               | ロザリン・フェアバンク エリス・バージン             | 6-4, 7-6         |
| 1991年      | キャシー・リナルディ ジル・ヘザリントン               | ジジ・フェルナンデス ナタリー・トージア             | 6-4, 3-6, 6-2    |
| 1992年      | ヤナ・ノボトナ ラリサ・ネーランド                     | コンチタ・マルティネス メルセデス・パス             | 6-1, 6-4         |
| 1993年      | ジジ・フェルナンデス ヘレナ・スコバ                   | パム・シュライバー エリザベス・スマイリー           | 6-4, 6-3         |
| 1994年      | ヤナ・ノボトナ アランチャ・サンチェス・ビカリオ       | レイチェル・マッキラン ジンジャー・ニールセン       | 6-3, 6-3         |
| 1995年      | ジジ・フェルナンデス ナターシャ・ズベレワ             | サンドリーヌ・テスチュ アレクシア・デショーム       | 6-2, 6-1         |
| 1996年      | ジジ・フェルナンデス コンチタ・マルティネス           | アランチャ・サンチェス・ビカリオ ラリサ・ネーランド | 4-6, 6-3, 6-4    |
| 1997年      | マルチナ・ヒンギス アランチャ・サンチェス・ビカリオ   | エミー・フレージャー キンバリー・ポー               | 6-3, 7-5         |
| 1998年      | リンゼイ・ダベンポート ナターシャ・ズベレワ           | ナタリー・トージア アレクサンドラ・フセ             | 6-2, 6-1         |
| 1999年      | リンゼイ・ダベンポート コリーナ・モラリュー           | ビーナス・ウィリアムズ セリーナ・ウィリアムズ       | 6-4, 6-1         |
| 2000年      | リサ・レイモンド レネ・スタブス                       | リンゼイ・ダベンポート アンナ・クルニコワ           | 4-6, 6-3, 7-6    |
| 2001年      | カーラ・ブラック エレーナ・リホフツェワ               | マルチナ・ヒンギス アンナ・クルニコワ               | 6-4, 1-6, 6-4    |
| 2002年      | エレーナ・デメンチェワ ヤネッテ・フサロバ             | ダニエラ・ハンチュコバ 杉山愛                       | 6-2, 6-4         |
| 2003年      | キム・クライシュテルス 杉山愛                         | リサ・レイモンド リンゼイ・ダベンポート             | 6-4, 7-5         |
| 2004年      | カーラ・ブラック レネ・スタブス                       | ビルヒニア・ルアノ・パスクアル パオラ・スアレス     | 6-4, 1-6, 6-4    |
| 2005年      | ビルヒニア・ルアノ・パスクアル コンチタ・マルティネス | ダニエラ・ハンチュコバ 杉山愛                       | 6-7, 6-1, 7-5    |
| 2006年      | カーラ・ブラック レネ・スタブス                       | アンナ＝レナ・グローネフェルト メガン・ショーネシー | 6-2, 6-2         |
| 2007年      | リーゼル・フーバー カーラ・ブラック                   | ビクトリア・アザレンカ アンナ・チャクベタゼ         | 7-5, 6-4         |
| 2008年-09年 | 開催なし                                              | 開催なし                                            | 開催なし         |
| 2010年      | マリア・キリレンコ 鄭潔                               | リサ・レイモンド レネ・スタブス                     | 6-4, 6-4         |
| 2011年      | クベタ・ペシュケ カタリナ・スレボトニク               | ラケル・コップス＝ジョーンズ アビゲイル・スピアーズ | 6-0, 6-2         |
| 2012年      | ラケル・コップス＝ジョーンズ アビゲイル・スピアーズ   | バニア・キング ナディア・ペトロワ                   | 6-2, 6-4         |
| 2013年      | ラケル・コップス＝ジョーンズ アビゲイル・スピアーズ   | 詹皓晴 ヤネッテ・フサロバ                           | 6–4, 6–1         |
| 2014年      | 開催なし                                              | 開催なし                                            | 開催なし         |
| 2015年      | ガブリエラ・セ ベロニカ・セペデ・ロイグ               | オクサナ・カラシニコワ タチアナ・マリア             | 1–6, 6–4, [10–8] |